# Chieko Homma
Chieko Homma (本間 知恵子 Homma Chieko?), född  1964, är en japansk tidigare fotbollsspelare.
Chieko Homma debuterade för Japans landslag den 7 juni 1981 i en 0–1-förlust mot Taiwan. Hon spelade 3 landskamper för det japanska landslaget. Hon deltog bland annat i Asiatiska mästerskapet i fotboll för damer 1981.